# Sesame English
Sesame English – amerykański serial telewizyjny, będący wynikiem współpracy organizacji Sesame Workshop i szkoły językowej Berlitz International. W Polsce emitowany na kanale MiniMini od 26 kwietnia 2005 roku. W 2008 roku seria została zastąpiona przez Niezwykłe przygody Berta i Erniego.
Ta seria jest kręcona w Nowym Jorku.

## Fabuła
Serial ma na celu języka angielskiego naukę u małych dzieci. Bohaterami każdego odcinka są muppet Tingo oraz jego nastoletnia opiekunka Niki. Dodatkowo pojawiają się członkowie rodziny i znajomi Niki oraz niektóre postaci z serialu Ulica Sezamkowa.

## Bohaterowie
- Tingo – główny bohater serialu. Uwielbia śpiewać i tańczyć. W oryginale grany przez Johna Tartaglie.
- Niki – opiekunka Tingo, grana przez amerykańską aktorkę Kelly Ann Karbacz.

## Wersja polska
Opracowanie wersji polskiej: na zlecenie MiniMini – Start International Polska

Reżyseria: Paweł Galia

Dialogi polskie: Maciej Eyman

Dźwięk i montaż: Paweł Łuczak

Kierownik produkcji: Anna Kuszewska

W roli Tingo: Jacek Bończyk

W pozostałych rolach:
- Przemysław Nikiel – Narrator (odc. 26)
- Janusz Zadura – Kosmita (odc. 26)

Lektor tyłówki: Paweł Galia